# Trinidad Bonachera
Trinidad Bonachera (* 1961 in Huelva) ist eine spanische Kulturwissenschaftlerin und als Dozentin für die spanische Sprache an der Universität Regensburg beschäftigt. Aus ihrer Feder entstammt das einzige im deutschen Sprachraum erhältliche Lehrbuch des Deutschen, das speziell auf die Lernbedürfnisse von spanischen Muttersprachlern zugeschnitten ist. Zudem fasste sie zahlreiche Spanischlehrwerke für deutsche Lerner ab, die allesamt im Hueber Verlag erschienen sind. Ihr „Großer Lernwortschatz Spanisch“ sowie eine Sammlung von Phraseologismen und Redewendungen des Spanischen runden Bonacheras Publikationen ab.
Bonachera unterrichtet an der Universität Regensburg sämtliche Seminare zur spanischen Sprachpraxis im Rahmen des Hispanistikstudiums (Grund- und Hauptstudium). Die von ihr konzipierten Cursos de la lengua espanola (CLE I-IV) sind an das Postulat der Berücksichtigung sämtlicher integrierter sprachlicher Fähigkeiten angelehnt, so dass Bonachera-Studenten sowohl mit Hörverstehensübungen (comprensión auditiva), mit freier und gelenkter Textproduktion (redacción de textos) als auch mit der Analyse von Zeitungsartikeln und fiktionalen Texten konfrontiert werden. Bonachera trägt somit der Forderung nach Ganzheitlichkeit im Sprachenunterricht Rechnung. Die intrinsische Motivation der Studenten wird durch fantasievolle Konversationsübungen gefördert.
Trinidad Bonachera prüft Staatsexamenskandidaten sowie Magisterstudierende im Rahmen einer mündlichen Prüfung und vergibt jeweils eine Note für die Sprachfertigkeit und eine weitere für die landeskundliche Kompetenz des Studierenden.
Die Liste der von Bonachera abgefassten Lehrwerke weist sie als eine der weltweit produktivsten Verfasserinnen von Spanischlehrwerken aus.

## Publikationen
Folgende Publikationen von Trinidad Bonachera sind im Hueber Verlag erschienen:
- Spanisch ganz leicht – Sprachkurs für Genießer. Hueber 2016
- Endlich Zeit für Spanisch Premiumausgabe – Fortgeschrittenenkurs. Hueber 2012
- Spanisch – Ich versteh nur Bahnhof. Hueber 2010
- Grundwortschatz Spanisch: 8000 Wörter zu über 100 Themen. Mit farbig markiertem Alltagswortschatz. Hueber 2009
- Endlich Zeit für Spanisch. Hueber 2009
- Komplettkurs Spanisch: Anfängerkurs und Aufbaukurs. Hueber 2009
- Großes Übungsbuch Spanisch: 3000 Übungssätze zu allen wichtigen Grammatikthemen. Hueber 2009
- Vaya con Dios. 2000 Redensarten Deutsch-Spanisch. Hueber 2009
- Deutsch kompakt. Anfänger. Spanische Ausgabe. (mit 3 CDs). Hueber 2009.
- Ganz leicht. Der neue Sprachkurs Spanisch: Für Anfänger und Wiedereinsteiger. Hueber 2008
- Verbtabellen Spanisch: Die wichtigsten regelmäßigen und unregelmäßigen Verben im Überblick. Hueber 2006
- Großer Lernwortschatz Spanisch. Umfassend, gründlich, unterhaltsam. Hueber 2005